# マルカントニオ・トレヴィザン

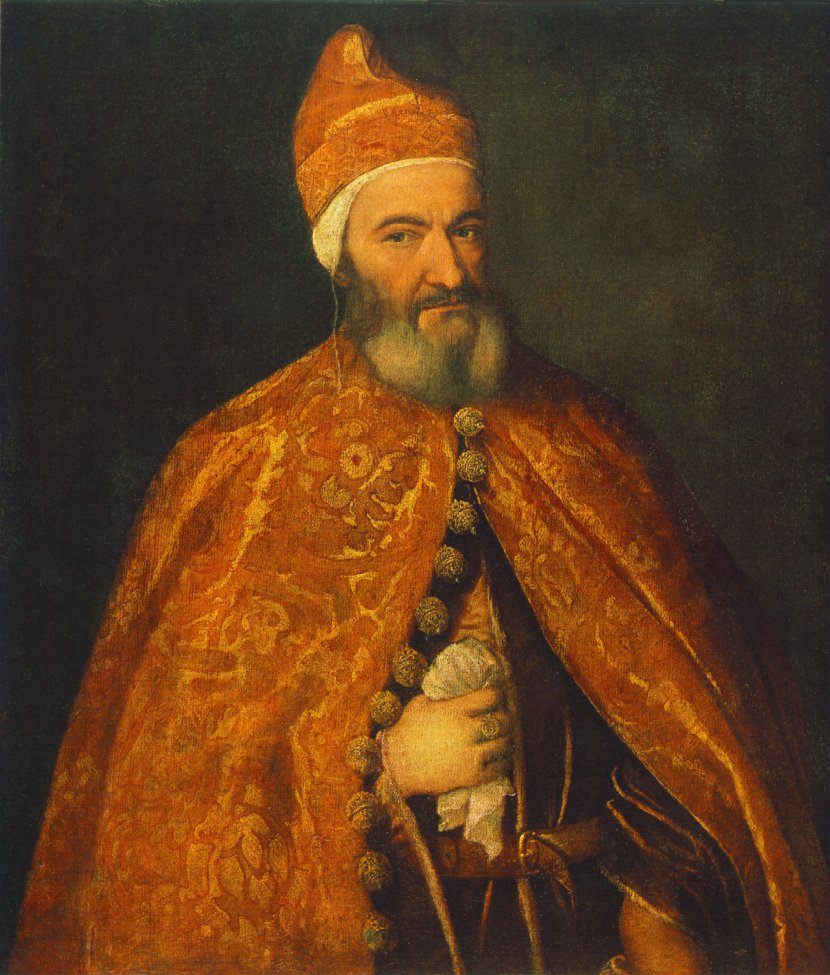
マルカントニオ・トレヴィザン、ティツィアーノ画

マルカントニオ・トレヴィザン （Marcantonio Trevisan,1475年 - 1554年5月31日）は、ヴェネツィアの元首（ドージェ）。トレヴィザーノ（Trevisano）という表記もされる。（在任1553年 - 1554年）
| スタブアイコン | サブスタブ | この項目は、まだ閲覧者の調べものの参照としては役立たない、人物に関連した書きかけの項目です。この項目を加筆・訂正などしてくださる協力者を求めています（P:人物伝/PJ:人物伝）。 |